# Ленейп-Гайтс (Пенсільванія)
Ленейп-Гайтс (англ. Lenape Heights) — переписна місцевість (CDP) в США, в окрузі Армстронг штату Пенсільванія. Населення — 1144 особи (2020).

## Географія
Ленейп-Гайтс розташований за координатами 40°45′47″ пн. ш. 79°31′17″ зх. д. / 40.76306° пн. ш. 79.52139° зх. д. (40.763077, -79.521503).  За даними Бюро перепису населення США в 2010 році переписна місцевість мала площу 1,91 км², уся площа — суходіл.

## Демографія
Згідно з переписом 2010 року, у переписній місцевості мешкало 1167 осіб у 519 домогосподарствах у складі 342 родин. Густота населення становила 611 осіб/км².  Було 536 помешкань (281/км²).
Расовий склад населення:
| - 99,0 % — білих - 0,5 % — чорних або афроамериканців - 0,3 % — азіатів |

До двох чи більше рас належало 0,3 %. Частка іспаномовних становила 0,1 % від усіх жителів.
За віковим діапазоном населення розподілялося таким чином: 17,7 % — особи молодші 18 років, 58,0 % — особи у віці 18—64 років, 24,3 % — особи у віці 65 років та старші. Медіана віку мешканця становила 50,3 року. На 100 осіб жіночої статі у переписній місцевості припадало 92,9 чоловіків;  на 100 жінок у віці від 18 років та старших — 91,6 чоловіків також старших 18 років.
Середній дохід на одне домашнє господарство  становив 63 277 доларів США (медіана — 49 036), а середній дохід на одну сім'ю — 79 650 доларів (медіана — 58 542). За межею бідності перебувало 10,6 % осіб, у тому числі 16,3 % дітей у віці до 18 років та 7,2 % осіб у віці 65 років та старших.
Цивільне працевлаштоване населення становило 580 осіб. Основні галузі зайнятості: освіта, охорона здоров'я та соціальна допомога — 23,3 %, виробництво — 18,1 %, роздрібна торгівля — 12,6 %, фінанси, страхування та нерухомість — 7,4 %.